# 和黃藥業
和黃藥業是中華人民共和國上海市一家中药合資企業，2001年8月，和记黄埔(中国)有限公司与上海市药材有限公司共同出资组建上海和黄药业有限公司，原上海中药制药一厂及“上药”牌注册商标等转入合资企业。首位總經理是周俊杰。該公司的產品有麝香保心丸和膽寧片。早期公司的生產地址位於普陀區真南路。2012年8月16日，該公司位於奉賢區的生產基地開工。

## 外部連結
- 官方网站